# سيلينة كريتية
السيلينة الكريتية (باللاتينية: Silene cretica) نوع نباتي يتبع جنس السيلينة من الفصيلة القرنفلية.

## الموئل والانتشار
موطنها بلاد الشام وتركيا وقبرص واليونان والبلقان وإيطاليا.

## مرادفات للاسم العلمي
- (باللاتينية: Silene annulata)
- (باللاتينية: Silene clandestina)
- (باللاتينية: Silene parviflora)
- (باللاتينية: Silene tenuiflora)
- (باللاتينية: Silene cretica L. subsp. cretica)
- (باللاتينية: Silene cretica subsp. annulata)